# Абу Джахль
Абу́-ль-Ха́кам ‘А́мр ибн Хиша́м аль-Кураши́, известен как Абу́ Джа́хль (араб. أبو جهل‎; 572, Мекка — 13 марта 624, Бадр, Хиджаз) — глава курайшитов, один из ярых противников исламского пророка Мухаммеда и его ровесник. Мухаммед назвал его «Фараоном» исламской уммы.

## Биография
Его полное имя: Абу-ль-Хакам ‘Амр ибн Хишам ибн аль-Мугира ибн ‘Абдуллах ибн ‘Умар аль-Курайши. Родился в 570 году в Мекке. Происходил из рода Бану Махзум и был ровесником Мухаммеда.
После начала пророческой миссии Мухаммеда выступил против него и жестоко преследовал первых мусульман Мекки. Он убил первую мученицу ислама Сумайю, которая была матерью Аммара ибн Ясира. За особую жестокость и непримиримость был назван мусульманами «Абу Джахлем» (отец невежества).
Был одним из инициаторов бойкота мусульман и противился его снятию. Перед переселением Мухаммеда в Медину он предложил влиятельным мекканцам выбрать по одному представителю из каждого клана для его убийства.
После переселения мусульман в Медину он продолжил свою враждебную деятельность против них. В 624 году выступил во главе военного отряда для защиты каравана Абу Суфьяна и вступил в первое крупное вооружённое столкновение курайшитов с мусульманами (см. битва при Бадре). Мусульмане разгромили армию язычников, а сам Абу Джахль погиб в этом сражении.
Мусульмане назвали лекарственное растение колоцинт (лат. Citrullus colocynthis) «арбузом Абу Джахля».